# 林邊交流道
林邊交流道為臺灣國道三號的交流道，位於臺灣屏東縣林邊鄉，指標為430k，僅南出北入。原為國道三號之終點，2008年2月25日終點延伸至大鵬灣端。交流道配置為1處南下出口，以及2處北上入口。
林邊交流道連結台17線，由於地勢低窪，且靠近魚塭、蓄水池，因此每逢大雨匝道必定積水，甚至淹水，導致封閉交流道。
| 中華民國國道3號 | 430 林邊 | 台17線 | 林邊 東港 |

## 外部連結
- 國道三號南州交流道、林邊交流道、大鵬灣端示意圖 （页面存档备份，存于）（交通部高速公路局）